# Iris staintonii
Iris staintonii  (лат.) — вид однодольных растений рода Ирис (Iris) семейства Ирисовые (Iridaceae). Впервые описан японским ботаником Хироси Харой в 1974 году.

## Распространение и среда обитания
Эндемик центрального Непала.
Произрастает в горах. Несмотря на очень узкий ареал, в рамках участков своего распространения растение встречается частотно.

## Ботаническое описание
Корневищный геофит.
Листьев 2—3 на растении, размещены рядом с цветком. Листья прямостоячие либо изогнутые, узкие.
Цветки короткие, фиолетово-пурпурные с белыми пятнами, напоминают оные у Iris reticulata. Отличительной особенностью является быстрое отцветание отдельных цветков у представителей вида.

## Экология
Морозостоек. Очень тяжело переносит жару.